# Rudnea-Dîmerska, Vîșhorod
Rudnea-Dîmerska (în ucraineană Рудня-Димерська) este localitatea de reședință a comunei Rudnea-Dîmerska din raionul Vîșhorod, regiunea Kiev, Ucraina.

## Demografie
Componența lingvistică a localității Rudnea-Dîmerska
     Ucraineană (99,64%)
     Alte limbi (0,36%)
Conform recensământului din 2001, majoritatea populației localității Rudnea-Dîmerska era vorbitoare de ucraineană (99,64%), existând în minoritate și vorbitori de alte limbi.